# Állatok a buddhizmusban
A buddhizmusban az állatok helyzete és megítélése fontos téma abból a szempontból, hogy annak aspektusaiból következtetni lehet általánosan a buddhista gondolkodásmódra a természettel kapcsolatban, illetve az elmélet és a gyakorlat közötti kapcsolatokkal kapcsolatban.

## A buddhista tanokban
A buddhista gondolkodásmódban az állatok is az érző lények csoportjába tartoznak. Ezen felül az állatok is rendelkeznek buddha-természettel (a mahájána buddhizmusban), emiatt képesek lehetnek a megvilágosodásra. Mindazonáltal az újjászületésről szóló tanítások szerint bármelyik ember a következő életében állatként születhet újjá és az állatok közül az előző életeikben mindenki állt már mindenkivel rokoni kapcsolatban. Gautama Buddha azt tanította, hogy a jelenleg az állati birodalomban élő érző lények voltak már korábbi életeinkben anyáink, testvéreink, apáink, gyermekeink, barátaink és ellenségeink. Emiatt nem lehet éles különbséget tenni az állatokra és az emberekre vonatkozó szabályok között. Végső soron az állatok és az emberek egykor családot alkottak és a múltjaik összekapcsolódnak.
Kozmológiai értelemben az állatok egy külön birodalomban élnek, az emberektől elválasztva, nem térben, hanem tudatállapotban. Ezt a világot Tirjagjoni-nak nevezik szanszkrit nyelven és Tiraccsánajoni-nak páli nyelven. Az állatként való újjászületést szerencsétlennek tartják, amelyben általában több a szenvedés, mint az emberi életben. A buddhista szövegmagyarázatok sok olyan szenvedést írnak le, amelyek az állati világgal kapcsolatosak: még olyan korokban is, amikor nem létezik ember, akkor is megtámadják és felfalják őket más állatok vagy félelemben élnek, egész évben szélsőséges időjárási viszonyokat kell kiállniuk és nincs biztonságos lakóhelyük. Az emberek között élő állatokat gyakran lemészárolják a testükért, vagy dolgoztatják és verik őket és azután vágják csak le őket életük végén. Ezen felül szenvednek a butaságtól, ugyanis nem tudják és nem értik tisztán, hogy mi is történik velük és nem is tehetnek ellene túl sokat. Végső soron az ösztön vezérli őket, a moralitás kérdése túl magas az intellektusuknak.
Az öt fogadalom közül az első azt mondja ki, hogy ne ölj. Ennek legszűkebb értelmezése szerint ez csak az emberi lényekre vonatkozik. Azonban a tágabb értelmezésébe bele tartozik, hogy semmilyen érző lény életét nem szabad erőszakkal elvenni. Ebbe beletartozik az összes állat, a rovarokkal és más gerinctelenekkel együtt.
Az i.e. 2 században Asóka király híres rendeleteinek egy része kitér arra, hogy hány állatot kellett megölni összesen az ő étkezéseihez és kifejezi azon szándékát, hogy ezeknek a szokásoknak véget vessen. Az embereken kívül állatokat is megnevez, hogy kik részesüljenek a gyógynövény és faültetéssel valamint árokásásokkal járó projektjéből. Az ötödik oszlopra vésett rendeletek között nagy számban szerepelnek olyan védésre szánt állatok, amelyeket nem tartottak háziállatként. Ezen kívül a rendelet védi a fiatal állatokat és a szoptató anyaállatokat, tiltja az erdőégetést, a benne élő állatok miatt, valamint ellenzi az egyéb olyan tevékenységeket, amelyek során állatok sérülhetnek. A Dígha-nikája 26. szuttájában Asóka azt tanácsolja a csakravartin királynak, hogy a védelmét ne csak az emberek különböző osztályaira terjessze ki, hanem a vadállatokra és a madarakra is.

## A Dzsátaka mesékben
A Dzsátaka mesékben – amely Buddha és egyéb bodhiszattvák születéstörténeteit meséli el – gyakran szerepelnek a bodhiszattvák korábbi életeikben állatként. A történetekben néha csak állatok szerepelnek és vannak olyanok is, amelyekben az állatok és az emberek között akadnak konfliktusok. Ez utóbbi esetben az állatok gyakran mutatnak kedvességet és nagylelkűséget, amelyek hiányoznak az emberekből.
A Dzsátaka születéstörténetek között akad egy olyan is, amelyben Buddha egy korábbi életében, Sibi király néven feláldozza az életét, hogy megmentsen egy galambot egy sólyomtól. Az Aranyfény szútrában Buddha, Szattva herceg néven összetalálkozik egy anyatigrissel és a kölykeivel és hogy ne haljanak éhen megeteti velük magát

## Vegetarianizmus
Minden kifejezetten buddhista étel vegetáriánus, azonban a húsevéssel kapcsolatos vélemények és megszorítások különböznek a különböző szekták között.
A théraváda bhikkhuk (szerzetesek) és bhikkhunik (apácák), akik a világi emberektől alamizsnaként kapott ételeket fogyasztják a húst is megeszik, ha azt adnak nekik (a szerzetesek és apácák páli és szanszkrit elnevezése azt jelenti "aki alamizsnát keres"). Az képez csak kivételt, ha a szerzetes vagy az apáca tudomást szerez róla, hallotta vagy tudja, hogy az állatot kifejezetten azért ölték meg, hogy alamizsnát tudjanak adni belőle nekik, ugyanis az ilyen módon elfogyasztott hús karmikusan negatív lenne. Ugyanezt az elvet követik a laikus buddhisták is, akikről úgy tartják, hogy csak "háromszorosan tiszta húst" (三净肉) fogyasztanak. A szabályok, amelyek szerepelnek páli szútrákban Buddha visszautasítja tanítványa Dévadatta javaslatát, hogy a vegetarianizmus legyen egyházi törvény.
Ezzel szemben a mahájána hagyományban a mahájána szútrák közül több is kifejezetten tiltja a hús elfogyasztását. A japán buddhista szekták papjai általában esznek húst. A buddhizmus minden japán Kamakura szektája (zen, nicsiren, dzsódo) megenyhítette a mahájána vinaját, és ennek következményeként a vegetarianizmus csak opcionális. A tibeti buddhizmusban úgy tartják, hogy tantrikus gyakorlatok miatt számukra nem szükséges a vegetarianizmus. A kínai és a vietnámi buddhista egyházközösség egésze és a koreai zöme szigorúan vegetáriánus.

## Állatok szabadon engedése
A kelet-ázsiai buddhizmusban, főleg Tibetben és Kínában, a buddhista szánalom egyik fontos módjává vált az állatok, főként madarak és halak, elengedése vissza a természetes élőhelyükre. A tibeti buddhizmusban ezt úgy nevezik, hogy cethar; Kínában pedig úgy, hogy fang-seng (放生). Ezt a gyakorlatot egy mahájána szútra hívta életre, amelyben az szerepel, hogy "...a hat birodalom minden élőlénye a saját szülőm. Ha megölném és megenném őket az olyan lenne, mintha megölném a saját szüleimet. ... Mivel az a folytonos és megváltoztathatatlan törvény, hogy egyik élet után születünk a másikba, meg kell tanítanunk másoknak, hogy engedjék szabadon az érző lényeket." A késői Ming-dinasztiában társaságokat hoztak létre az élőlények szabadon bocsátására. Ezek a társaságok tavakat építettek, hogy a halászok által kifogott halakat oda tudják elengedni. A piacokon felvásároltak eladásra szánt állatokat és elengedték őket.
Az élőlény elengedésnek lehetnek negatív következményei is, amennyiben a szabadon engedett állat nem a saját, eredeti helyén kerül elengedésre és ezáltal veszélyeztetheti az új környezete megszokott egyensúlyát. Ez a biodiverzitás lecsökkenését vonzza maga után. Továbbá, akadnak olyan kereskedők is, akik kifejezetten az élőlény elengedés igényét kielégítendő fognak el állatokat.